# Julio Garavito
Julio Garavito Armero (Bogotá, 5 de enero de 1865-Bogotá, 11 de marzo de 1920), fue un astrónomo, matemático, economista, poeta e ingeniero colombiano. Sus investigaciones contribuyeron al desarrollo de las ciencias en Colombia durante el siglo XIX. Ha sido situado al mismo nivel de otros dos importantes científicos neogranadinos del siglo XIX, José Celestino Mutis y Francisco José de Caldas.  
En su honor, uno de los cráteres lunares del lado opuesto al visible desde la Tierra, fue bautizado con su nombre en el año 1970.

## Biografía
Hijo de Hermógenes Garavito, un comerciante de la ciudad, y de Dolores Armero, familia de origen santafereño.
Criticó a los políticos de su época, a pesar de haber sido concejal de Bogotá y diputado de la Asamblea de Cundinamarca.
En pedagogía mostró ideas novedosas, proponiendo métodos que él consideró lógicos y naturales para una enseñanza objetiva, fruto de su estudio de la psicología infantil.[cita requerida]

## Trayectoria académica
Manuel Antonio Rueda y Luis María Lleras, fueron algunos de sus profesores; este último lo calificó desde joven como promesa para las matemáticas.
Se graduó como bachiller en Filosofía y Letras, en 1884. En 1885, a la edad de 20 años, interrumpió sus estudios a causa de las numerosas guerras civiles que azotaron el país. Obtuvo sus estudios de matemático y de Ingeniero Civil en la Universidad Nacional de Colombia. Garavito es, hasta donde se conoce información documentada, el primero en graduarse como profesor de matemáticas.

## Obra científica
Presentó una segunda tesis que consistía en calcular en un manómetro todas las posibilidades matemáticas que tiene este instrumento. Finalmente, para optar al título de Ingeniero Civil elaboró un tipo de estructura triangular para construir puentes.

### Director del Observatorio Astronómico
En 1902 propuso al gobierno un plan para que el Observatorio realizara la carta de Colombia, con métodos astronómicos, partiendo de la latitud de Santafé de Bogotá. El proyecto fue aprobado y se creó la Oficina de Longitudes, bajo la dirección de Garavito. Esta entidad se encargó de delimitar las fronteras del país y de publicar mapas generales y regionales de Colombia. Por lo que intervino decisivamente en la elaboración del mapa geográfico de Colombia, recurriendo a ingeniosos procedimientos que reemplazaban la ausencia de vértices geodésicos mediante el uso de vértices astronómicos, referidos y fijados por coordenadas a las ciudades y poblaciones más importantes del país y recurriendo a cambios de señales entre el Observatorio Astronómico y las estaciones telegráficas de cada una de tales poblaciones.
Como astrónomo del Observatorio, del que fue director durante 27 años, realizó numerosos descubrimientos útiles, tales como la ubicación latitudinal de Bogotá, los estudios de los cometas que pasaron por la Tierra entre 1901 y 1910, este último, el Halley.
Su aporte más importante fue el estudio de la Mecánica celeste, que finalmente se convertiría en el estudio de las fluctuaciones lunares y su influencia en los comportamientos temporales, climáticos, hídricos y de los hielos polares, así como el análisis de la aceleración orbital terrestre, asunto que sería corroborado después.
También trabajó en áreas como la física óptica, labor que quedó inconclusa a su muerte; y la economía, gracias a lo cual ayudó a recuperar a su país de la guerra civil que pasó por su época, dando al papel moneda valor efectivo y no convencional. Para ello, realizó conferencias y congresos de economía, además de estudiar los ciclos de la riqueza y las influencias humanas que afectan la economía, tales como la guerra o la sobre población.
Posteriormente, fue jefe de la Comisión Corográfica, creada con el fin de promover el desarrollo de los ferrocarriles colombianos y la delimitación de la frontera con Venezuela.
Como docente, Garavito fue profesor de cálculo, mecánica racional y astronomía, cátedras que conservó hasta su muerte.
Se opuso a la Teoría de la Relatividad, probablemente por opiniones vagas (pues no la estudió en profundidad), opuestas y contradictorias acerca de esa teoría y su influencia en la ciencia clásica; además de la condena de ciertos sectores del clero colombiano, que en su condición de creyente acató. Fue representante de la ciencia colombiana de finales del siglo XIX y comienzos del xx: estaba, por un lado, parcialmente aislado de sus colegas en otros países -jamás asistió a un congreso internacional- y por otro, se encontró en un ambiente cultural interno completamente apático e indiferente. Poseía una admiración por la mecánica newtoniana y llegó a creer de buen modo que la mecánica celeste ya había dado su última palabra en desarrollo. Igual opinaba de la ciencia astronómica (1920). 

## Cráter Lunar

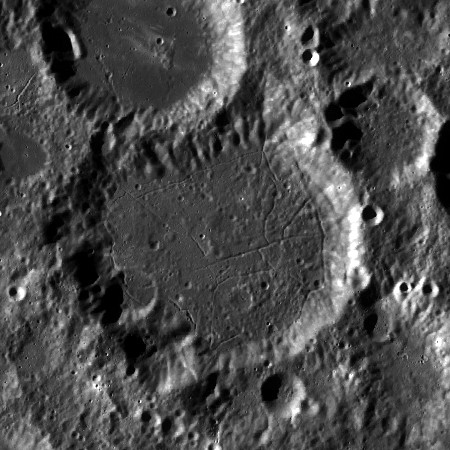
Fotografía del cráter Garavito (Misión Lunar Orbiter)

La Asamblea General de la Unión Astronómica Internacional (UAI), reunida en Moscú (Rusia) en 1958, inició el proceso de nomenclatura de los accidentes y detalles que ya se iban conociendo del lado opuesto de la Luna, el que nunca se ve desde la superficie de la Tierra.
Ya para el inicio de la década del 70, los innumerables detalles de esa otra cara de la Luna exigieron una consulta a nivel mundial para proponer nombres, de manera que el Observatorio Astronómico Nacional envió una lista, de la cual fue escogido el nombre de Garavito, cuyo trabajo sobre la Luna había sido citado por Brouwer y Clemente en Methods of Celestial Mechanics, en 1961.
El nombre de Garavito fue aceptado durante la reunión de la UIA celebrada en Brighton (Inglaterra), en 1970, y le correspondió un cráter del lado de la Luna oculto a la Tierra, situado en las coordenadas selenográficas de latitud 48° al sur y 157° de longitud oriental. Para ese entonces era el único latinoamericano con ese honor.

## Fallecimiento

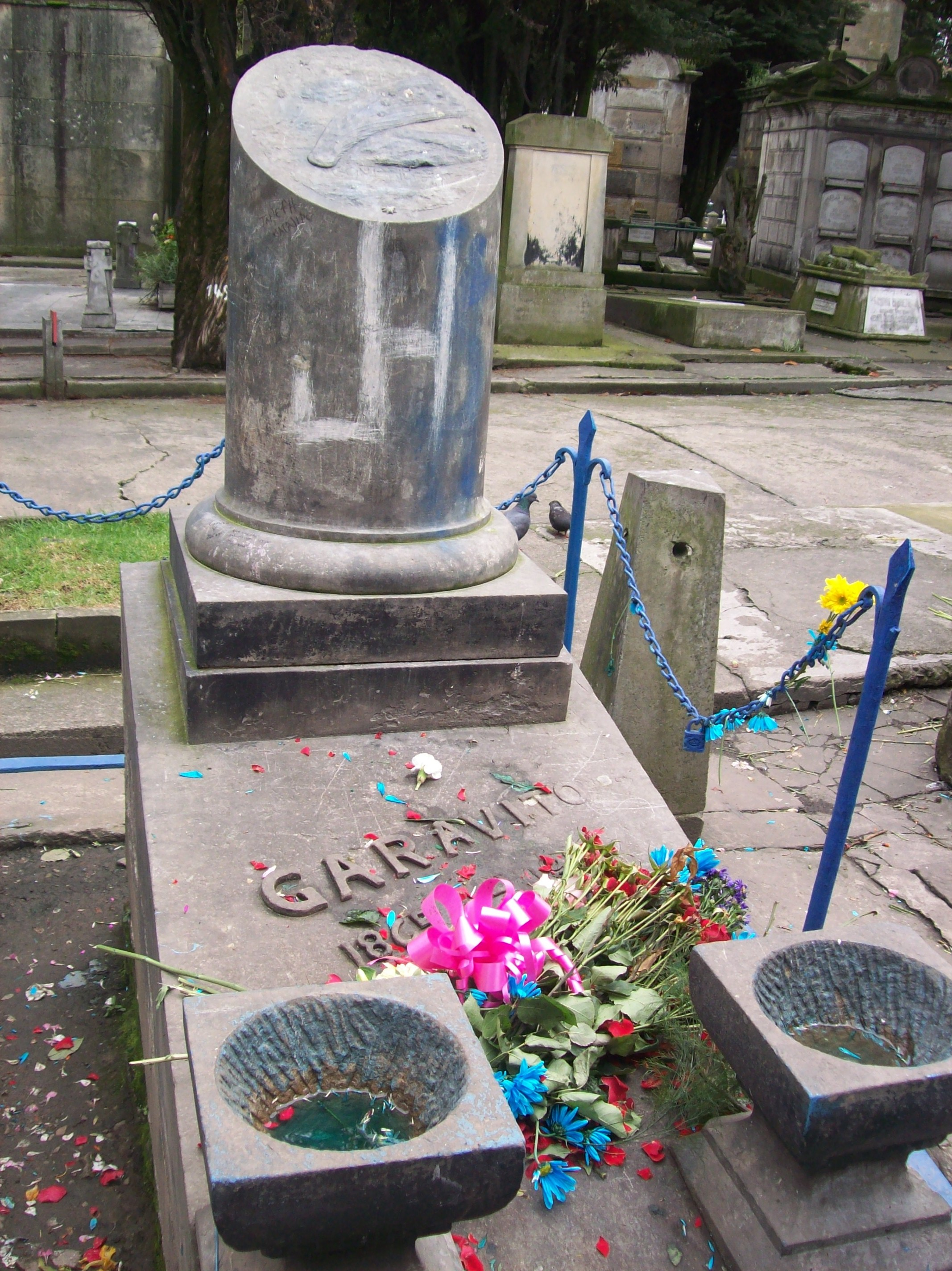
Tumba de Julio Garavito
en el Cementerio Central de Bogotá.

Julio Garavito falleció a los 55 años a consecuencia de una dolencia que había adquirido tras un trabajo en una mina de carbón. Su esposa, María Luisa Cadena, había muerto 4 años atrás.

## Publicaciones
- Tratado de mecánica celeste (1893)
- El cometa brillante 1901
- La historia de la astronomía
- La naturaleza del sol (1907)
- El eclipse solar (1912)
- Conjunciones planetarias (1919)
- Los bólidos y sus radiantes
- El cometa Halley 1910
- Óptica astronómica (1920)
- Las tablas de la Luna (1920). Su Opus Magna
- El juego de la aguja (1891)
- La teoría racional de las curvas planas y de reverso, sus conexiones posibles con la teoría de las covariantes e invariantes (1905)
- Determinación de la longitud del observatorio deducida mediante ocultaciones de estrellas por la luna
- Determinación de la longitud del observatorio
- Fórmula fundamental en el movimiento de los fluidos
- Nota sobre la dinámica de los electrones
- La paradoja de la óptica matemática
- Derivadas en los versos de la teoría de los vectores
- Aplicación del teorema de Coriolis al movimiento del plano instantáneo de la órbita lunar y al movimiento de la Luna en ese plano
- Generación de la ley de pesantez universal a las estrellas dobles y cálculo de las estrellas dobles micrométricas[11]
- Evolución en la distribución de la riqueza y fundamento científico del impuesto.
- Seguro agrícola.
- Causa principal de la Guerra Europea.

## Honores y reconocimientos
Garavito alcanzó numerosas distinciones nacionales e internacionales como la de ser miembro de número y primer presidente de la Sociedad Geográfica de Colombia - Academia de Ciencias Geográficas, miembro supernumerario de la Sociedad Colombiana de Ingenieros,  de la Sociedad Geográfica de Lima, de la Sociedad Astronómica de Francia y de la Sociedad Belga de Astronomía. También fue candidato a formar parte de la Academia de Historia Hispanoamericana de Ciencias y Artes.
En 1919, poco antes del fallecimiento de Julio Garavito, el gobierno colombiano expidió un decreto por el que se ordenó honrar su memoria y actividad como científico colombiano, publicando con cargo al Estado todos sus trabajos científicos —muchos de los cuales se encontraban inéditos—, adquiriendo la primera edición de cada uno de ellos, y adoptándolos como textos de enseñanza en las universidades del país. Se ordenó también la erección de un busto en bronce.
Tan buenas intenciones sólo se cumplieron parcialmente, pues gran parte de las obras se acabaron publicando por el esfuerzo y empeño de Jorge Álvarez Lleras y de la Academia Colombiana de Ciencias Exactas, Físicas y Naturales durante las décadas de 1930 y 1940, más que por un efectivo interés por parte del Estado colombiano. El Congreso nacional también reconoció a Garavito como uno de los símbolos de la ingeniería colombiana, y dio el nombre de este científico a la orden que creó con el fin de honrar a los ingenieros colombianos.  
Se mencionan a continuación algunos de los reconocimientos establecidos en memoria de Julio Garavito:
Edición de Anales de Ingeniería – No 325:
En 1920, año de su fallecimiento, la Sociedad Colombiana de Ingenieros dedicó esta edición, que incluyó una biografía, escrita por el ingeniero Jorge Álvarez Lleras.
Orden al Mérito Julio Garavito:
Instaurada el 5 de enero de 1965, centenario del nacimiento de Julio Garavito. Creada por el Congreso nacional, según Ley 135 de 1963 para exaltar los valores de la ingeniería y de los ingenieros colombianos.
El cráter Garavito de la Luna:
Por propuesta del Observatorio Astronómico, la Unión Astronómica Internacional, el 27 de agosto de 1970 se asignó el nombre de Garavito a un cráter de la Luna, de 80 kilómetros de ancho, localizado en las coordenadas latitud 47º.6 sur y longitud 156º.7 este. Este cráter lunar —ubicado en el lado oculto— está situado al noroeste de la Llanura de Poincaré y al oeste del cráter Chrétien. En la actualidad cinco cráteres llevan los nombres Garavito, diferenciados por una letra, S, C, D, Q e Y respectivamente.
Sello conmemorativo:
Estampilla de 4 centavos impresa en el año 1949.
Billete de 20.000 pesos colombianos:
En 1996, se puso en circulación el billete en el que aparece su rostro, así como imágenes de la Luna, del Observatorio Astronómico y figuras geométricas varias.
Escuela Colombiana de Ingeniería Julio Garavito, fundada en 1972:
Nombrada en su honor.
Bustos en bronce:
En el acceso a la sede de la Sociedad Colombiana de Ingenieros en Bogotá, en los jardines del Observatorio Astronómico en Bogotá adyacente a la Casa de Nariño, y en el bloque C de la Escuela Colombiana de Ingeniería.
Edificio insignia de ingeniería Julio Garavito Armero,  Universidad Nacional de Colombia,  sede en Bogotá:
Tras ser remodelado, el 21 de noviembre de 2014 fue rebautizado con su nombre.

## Devoción como santo popular
Su tumba en el Cementerio Central de Bogotá es visitada asiduamente por prostitutas.No es un santo reconocido por la iglesia católica, pero es santificado por sus seguidoras .Las trabajadoras sexuales frotan billetes de $20.000 COP o los dejan en su tumba con la creencia de que el ánima de Garavito les multiplicará el dinero.
El ritual se realiza los días lunes. Consiste en llevarle margaritas pintadas de azul y frotar billetes en el pilar de su tumba.Asimismo, se encienden velas azules en su lápida y se tocan las 4 esquinas que delimitan su sepulcro.
También es conocido como "San billete" y su fama se ha extendido fuera de las trabajadoras sexuales, por lo que muchas personas le rinden culto para tener más dinero. Sin embargo, debido a que una nueva tirada de billetes reemplazó el rostro del científico por el retrato del expresidente colombiano Alfonso López Michelsen, se cuestiona si el culto a Garavito perderá vigor.